# Redona (Bóixols)

Redona, respecte del terme d'Abella de la Conca

Redona és un territori del terme municipal d'Abella de la Conca, a la comarca del Pallars Jussà, en territori del poble de Bóixols.
Està situat a l'oest-nord-oest de Bóixols, al sud de Cal Mateu i a ponent de la carretera L-511. És a l'extrem oriental del Clot d'Oriol.

## Etimologia
Es tracta d'un topònim romànic de caràcter descriptiu. La forma redona, derivat del llatí rotunda, amb el mateix significat, descriu la forma d'aquesta partida agrícola.